# Kommission für Wissenschaft, Technik und Industrie für Landesverteidigung
Die Kommission für Wissenschaft, Technik und Industrie für Landesverteidigung (chinesisch 国防科学技术工业委员会, Pinyin Guófáng kēxué jìshù gōngyè wěiyuánhuì,  Commission for Science, Technology and Industry for National Defense, COSTIND) war eine chinesische Behörde, die gleichzeitig vom Staatsrat und der Zentralen Militärkommission geleitet wurde und als ein einzelnes Ministerium funktionierte, in ihren Aufgaben vergleichbar dem heutigen Bundesamt für Ausrüstung, Informationstechnik und Nutzung der Bundeswehr in der BRD.
Diese im Allgemeinen 国防科工委, also „Wehrtechnik-Kommission“, abgekürzte Behörde wurde am 10. Mai 1982 durch Verschmelzung der damaligen Kommission für Wehrtechnik der Volksbefreiungsarmee, des Büros für wehrtechnische Industrie beim Staatsrat (国务院国防工业办公室) und der Kommission für wissenschaftlich-technische Ausrüstung bei der Zentralen Militärkommission (中央军委科学技术装备委员会) gegründet.
Am 15. März 2008 wurde die Wehrtechnik-Kommission im Rahmen einer Reform der Organe des Staatsrats abgeschafft
und durch die Nationale Behörde für Wissenschaft, Technik und Industrie in der Landesverteidigung (State Administration for Science, Technology and Industry for National Defense, SASTIND), einer Abteilung des Ministeriums für Industrie und Informationstechnik, ersetzt.
In den 26 Jahren ihres Bestehens hatte die Wehrtechnik-Kommission folgende Leiter:
| Name                                   | Lebensdaten | Dienstzeit |
| -------------------------------------- | ----------- | ---------- |
| Generalmajor Chen Bin (陈彬)           | 1919–1998   | 1982–1985  |
| Generalleutnant Ding Henggao (丁衡高)  | *1931       | 1985–1996  |
| Generalleutnant Cao Gangchuan (曹刚川) | *1935       | 1996–1998  |
| Liu Jibin (刘积斌)                     | 1938–2010   | 1998–2003  |
| Zhang Yunchuan (张云川)                | *1946       | 2003–2007  |
| Zhang Qingwei (张庆伟)                 | *1961       | 2007–2008  |